# Miguel Ángel Soler
Miguel Ángel Soler (Asunción, 1922-1975) fue un político paraguayo. Militó primeramente en las filas del febrerismo, movimiento político de tinte socialista, para luego, en la década de 1950, pasar a las filas del Partido Comunista Paraguayo, del que fue elegido secretario general en 1965.
A fines de 1975 fue secuestrado, torturado y descuartizado vivo con una motosierra por la policía política de la dictadura de Alfredo Stroessner.

## Militancia en el febrerismo
Durante la década de 1940, Miguel Ángel Soler militó en el Febrerismo, movimiento político socialista originado en la Revolución de febrero de 1936. En 1945, el febrerismo se institucionalizó después de varios intentos fallidos, y se creó la Concentración Revolucionaria Febrerista (CRF). La Concentración participaría de la apertura democrática del régimen de Higinio Morínigo, que permitió que los febreristas, comunistas y liberales vuelvan a la actividad política libre.
La CRF participó en 1946 del gobierno, ocupando tres ministerios. Soler ocupó en ese entonces el Ministro de Relaciones Exteriores y Culto, siendo los dos otros febreristas José M. Soljancic, en el Ministerio de Salud Pública y Salud Social, y Arnaldo Valdovinos, en el Ministro de Agricultura, Industria y Comercio.
Luego militaría en el Bloque Liberación, movimiento interno de la CRF. Este Bloque luego se convertiría, con la unión de otras corrientes del febrerismo, en el movimiento interno Frente de Izquierda Revolucionaria Febrerista.
Finalmente, Soler decidiría junto a otros militantes febreristas, entre las que se encontraba Carmen Soler, pasarse a las filas del Partido Comunista Paraguayo.

## Militancia en el Partido Comunista
En la década de 1950, Miguel Ángel Soler empieza a militar en las filas del Partido Comunista Paraguayo. 
Según algunas fuentes, habría vivido en el exterior del país cuando Alfredo Stroessner tomó el poder, en 1954. Habría residido en Montevideo, para luego pasar a Moscú, capital entonces de la Unión Soviética. Aunque tampoco existen muchos datos sobre esto.
Ocupó el cargo de secretario general del Partido Comunista en 1965, remplazando a Oscar Creydt.

## Secuestro, tortura y asesinato
El 30 de noviembre de 1975, fue detenido en el barrio Herrera, de Asunción, en una casa ubicada en la calle 14 de julio de 1838. El comando policial, compuesto por el conocido comisario de la policía política del dictador Stroessner, Camilo Almada Sapriza, ingresó a la vivienda cuando Soler mantenía una reunión secreta con el secretario general de la Juventud Comunista Paraguaya, Derlis Villagra, y con Rubén González Acosta, otro militante del partido. Estos dos últimos lograron escaparse. Sin embargo, Soler fue apresado, y esa misma noche fue enviado a la Comisaría tercera.
No se sabe la fecha exacta de su muerte, aunque se presume que fue en diciembre de 1975, cuando, después de interminables torturas, fue desmembrado vivo con una motosierra, mientras el propio Stroessner escuchaba sus gritos por teléfono.